# Roshdi Rashed
Pour les articles homonymes, voir Rashed.
Roshdi Rashed, né au Caire en 1936, est un mathématicien, philosophe et historien des sciences franco-égyptien, dont l'œuvre se concentre en grande partie sur les mathématiques et la physique du monde arabe médiéval.
Son travail explore et éclaire la pensée arabe, étant l’un des premiers historiens à étudier en détail les textes antiques et médiévaux, leurs parcours à travers les écoles et les cours orientales, leurs apports dans les sciences occidentales, en particulier en ce qui concerne le développement de l'algèbre et les premières formalisations de la physique.

## Biographie
Roshdi Rashed est auteur de plusieurs livres et articles scientifiques en histoire des sciences. Il est directeur de recherche émérite (classe exceptionnelle) au CNRS (France). Il a été directeur du Centre d'histoire des sciences et des philosophies arabes et médiévales (jusqu’à 2001), Paris et aussi directeur de la formation doctorale d’épistémologie et d’histoire des sciences, à l'université Paris-VII (jusqu’à 2001).
Il est professeur émérite à l'université de Tokyo, ainsi qu'à l'université de Mansourah et l'université Paris-VII.
Il a été fondateur (1984) et directeur (jusqu’à mai 1993) de l’équipe de recherche REHSEIS (Recherches en épistémologie et histoire des sciences et des institutions scientifiques, CNRS, Paris).

## Prix et distinctions
Il a reçu plusieurs distinctions dont : médaille de bronze du CNRS (1977), chevalier de la Légion d'honneur (1989), médaille Alexandre-Koyré de l'Académie internationale d'histoire des sciences (1991), prix et médaille d'histoire des sciences de l’Académie des sciences du Tiers monde (1990), prix et médaille de la Kuwait Foundation for the Advancement of Sciences (1999), médaille d’or Avicenne de l’Unesco (1999), médaille du CNRS (2001), médaille de l’Institut du monde arabe (2004), Prix international du Roi Fayçal pour les études islamiques (2007), prix Kenneth-O.-May (2017).
Il a eu plusieurs fonctions honorifiques comme : membre de l’Académie de langue arabe de Damas (1986), membre de l’Académie de langue arabe du Caire (1989), vice-président de l’Académie internationale d'histoire des sciences (1997), membre de l’Académie royale des sciences, des lettres et des beaux-arts de Belgique (2002), membre de l'Académie tunisienne des sciences, des lettres et des arts (2012).

## Activité éditoriale
- Rédacteur en chef de Arabic Sciences and Philosophy: a historical Journal, Cambridge University Press (RU)
- Directeur de l'ouvrage en 3 vol. Histoire des sciences arabes, Paris, Seuil, 1997 (trad. en arabe : Beyrouth, 1998)
- Directeur des collections Sciences et philosophie arabes. Études et reprises et Sciences et philosophie arabes. Textes et études, Les Belles Lettres (France)[6].
- Directeur de la collection Sciences dans l’histoire, Blanchard (France).
- Membre des comités de lecture de Revue de Synthèse (publiée sous forme papier et sous forme électronique avec les éditions Springer Verlag), Historia Scientiarum (WHSO Record Number 30031), Revue d’Histoire des Mathématiques (journal de l’histoire des mathématiques publié par la société des mathématiques de France).